# Bex Taylor-Klaus
Bex Taylor-Klaus, all'anagrafe Rebecca Edison Taylor-Klaus (Atlanta, 12 agosto 1994), è un'attrice statunitense, conosciuta per i suoi ruoli di Bullet in The Killing, Sin in Arrow e Audrey Jensen nella serie televisiva Scream.

## Biografia
Ha iniziato recitando commedie di Shakespeare nel programma scolastico pomeridiano delle elementari, ed è diventata un'importante parte delle sue attività extrascolastiche ed estive. Oltre ad essere una drammaturga, Taylor-Klaus era anche un'atleta: ha fatto parte del team di softball della scuola superiore Varisty.
Nell'estate del 2012, Taylor-Klaus si trasferisce a Los Angeles per proseguire la carriera da attrice. Durante la sua permanenza a Los Angeles, ha frequentato la Bridges Academy. Il suo primo ruolo importante è stato quello di Bullet, una saggia adolescente senzatetto, nella terza stagione della serie drammatica The Killing. Dal 2015 al 2016, Taylor-Klaus interpreta il ruolo di Audrey Jensen nella serie TV Scream.
Nel 2016 viene ufficializzato un reboot di "Scream" in uscita nel giugno del 2019 con un rinnovamento totale del cast. Bex, quindi, è ufficialmente fuori dal cast. Nel 2018 partecipa a due film nel ruolo di protagonista: Hell Fest e Voglio una vita a forma di me.

## Vita privata
Nel novembre 2016 fa coming out, affermando la propria omosessualità con un messaggio su Twitter ("yes the rumors are right I'm v gay") e in seguito con una live sulla piattaforma YouNow. Nel luglio 2018 ha inoltre dichiarato di essere transessuale non-binary.

## Filmografia

### Attrice

#### Cinema
- The Night Is Ours, regia di Aubree Bernier-Clarke (2014)
- Riley, regia di Aaron Daniel Jacob - cortometraggio (2015)
- The Last Witch Hunter - L'ultimo cacciatore di streghe (The Last Witch Hunter), regia di Breck Eisner (2015)
- Hell Fest, regia di Gregory Plotkin (2018)
- Voglio una vita a forma di me (Dumplin'), regia di Anne Fletcher (2018)
- Blackbird - L'ultimo abbraccio (Blackbird), regia di Roger Michell (2019)

#### Televisione
- Hit Me Up! – serie TV, 1 episodio (2012)
- The Killing – serie TV, 9 episodi (2013)
- Arrow – serie TV, 8 episodi (2013-2015)
- House of Lies – serie TV, 6 episodi (2014)
- Longmire – serie TV, episodio 3x02 (2014)
- The Social Experiment – serie TV, 5 episodi (2015)
- The Librarians – serie TV, episodio 1x07 (2015)
- Glee – serie TV, episodio 6x12 (2015)
- iZombie – serie TV, episodi 1x12-1x13 (2015)
- Scream – serie TV, 24 episodi (2015-2016)
- Tredici (13 Reasons Why) – serie TV, 7 episodi (2019)
- Deputy – serie TV, 13 episodi (2020)

### Doppiatrice
- Robot Chicken – serie animata, episodio 7x18 (2014)
- Voltron: Legendary Defender – serie animata, 50 episodi (2016-in corso)

## Riconoscimenti
| Anno | Nomination per | Premio                                                                                          | Risultato |
| ---- | -------------- | ----------------------------------------------------------------------------------------------- | --------- |
| 2014 | The Killing    | Joey Award – Young Ensemble Cast in a Dramatic TV Series                                        | Vinto     |
| 2014 | The Killing    | Joey Award – International Actress Television Lead or Supporting Role that was filmed in Canada | Vinto     |

## Doppiatrici italiane
Nelle versioni in italiano dei suoi lavori, Bex Taylor-Klaus è stata doppiata da:
- Gaia Bolognesi in The Killing, iZombie, Scream  (2ª voce)
- Veronica Puccio in The Last Witch Hunter - L'ultimo cacciatore di streghe, Glee
- Lucrezia Marricchi in Hell Fest, Voglio una vita a forma di me
- Elena Perino in Scream (1ª voce)
- Federica Simonelli in Tredici
- Ludovica Bebi in Deputy
- Luisa D'Aprile in Blackbird - L'ultimo abbraccio

Da doppiatrice è sostituita da:
- Emanuela Ionica in Voltron: Legendary Defender